# Émile Vaucanu
Émile Vaucanu, né le 10 novembre 1864 à Bernay (Eure) et mort en 1894 (après le 7 mai), est un graveur, dessinateur, aquarelliste et sculpteur français.
Il est mort assassiné, à environ 275 kilomètres de Samarcande en direction du massif montagneux du Pamir, lors d'un voyage à pied qu'il avait entrepris seul.

## Biographie

### Famille et jeunesse
Émile Joseph Isidore Vaucanu naît à Bernay en 1864, fils de Pierre Léonor Vaucanu (1836-après 1896), avoué, et de Marie Alodie Gosselin (1840-Gacé, 1926) demeurant rue Neuve. Mariés en 1861, ils ont déjà un fils, Pierre Charles Gustave né en 1863.
Émile Vaucanu passe sa jeunesse dans sa ville natale, dans un milieu peu propice à l'émergence d'une carrière artistique, mais il collectionne très tôt objets d'arts et bibelots, parcourant la région avec son frère à la recherche de pièces rares.
En 1884, il s'installe à Paris, 46 rue Mazarine, et étudie à l’École des beaux-arts jusqu'en 1886, sous la direction de Louis-Pierre Henriquel-Dupont, William Bouguereau et Tony Robert-Fleury. En 1885, il obtient une mention d'anatomie.

### Parcours artistique
À partir de 1887, Émile Vaucanu expose son travail de graveur et reçoit des prix dans différents salons : Salon des artistes français, expositions de la Société des amis des arts du département de l’Eure,, Salon de la Société nationale des beaux-arts,. En 1889, il présente onze gravures archéologiques à l’Exposition universelle de Paris. Il réside alors 30 rue du Cherche-Midi.
En 1890, désormais établi 93, rue Kléber, il concourt sans succès au grand prix de Rome, section gravure, et présente au Salon un buste en plâtre de Jacques Daviel, chirurgien et ophtalmologue de La Barre-en-Ouche. Il fait la connaissance d'Henri d'Allemagne à la bibliothèque de l'Arsenal où ce dernier est archiviste. Les deux hommes projettent de partir ensemble en voyage mais le projet n'aboutit pas. L'année suivante, Vaucanu réalise des illustrations pour l'Histoire du luminaire de l’époque romaine jusqu'au XIXe siècle de d’Allemagne et l’Histoire de l’art en France de François Bournand.
En 1892, il participe à l’Exposition internationale de Madrid, avec un buste de Thomas Lindet, et devient membre de Société historique d'Auteuil et de Passy. L'année suivante, il accepte de réaliser pour le compte de la société savante la gravure d'un diplôme destiné à ses membres.
En 1893, Émile Vaucanu participe à l’Exposition universelle de Chicago. Il réalise la gravure du tableau de Alfred Roll, La Fête du centenaire de 1789 à Versailles. À partir du 1er mai 1894, deux de ses œuvres, une gravure et une sculpture, sont présentées au Salon, le dernier auquel il participe. À ce moment-là, Émile Vaucanu a déjà quitté la France.

### Voyage en Asie centrale
Selon le récit de l'historien Henri d'Allemagne, Émile Vaucanu entreprend seul le voyage dans le Caucase que les deux hommes avaient envisagé de faire ensemble. Il embarque à Marseille et navigue jusqu'à Batoum, sur les rives de la mer Noire, avec une escale à Constantinople. Ne disposant que d'un modeste budget, il est simple passager sur le pont. Arrivé à Batoum, il travaille comme dessinateur chez de riches particuliers, jusqu'à réunir la somme nécessaire pour se rendre à Tiflis, puis il poursuit sa route à pied vers Bakou. En chemin, il est agressé et laissé pour mort. Secouru par une âme charitable, il peut reprendre son périple, rejoint Bakou, traverse la mer Caspienne et atteint Ashkabad via Kizil-Arvat.
Il réside durant six mois chez un ingénieur du chemin de fer transcaspien. Au moment de repartir, ce dernier lui donne un peu d’argent, mais une fois arrivé à Samarcande, Vaucanu préfère lui renvoyer son obole par courrier. Sans ressources, il passe quelques nuits à la belle étoile, puis décide de quitter la ville pour se rendre dans les montagnes Pamir, qu’il souhaite à tout prix atteindre, influencé par de récents récits d’explorateurs. Son intention est de réaliser sur place des croquis pour un album d’eaux-fortes. Il repart à pied, sans guide. En chemin, il réalise de nombreux dessins, notamment à Merv où il séjourne, faisant parvenir certains d'entre eux à ses parents en France.

### Mort
Émile Vaucanu cesse de donner des nouvelles à ses proches. En décembre 1894 paraît La Rue du Bac : monographie parisienne de Charles Duplomb, dont il a réalisé les illustrations. En mars 1895, on lit, dans le Bulletin de la Société historique d'Auteuil et de Passy : « M. Émile Vaucanu, qui s'était chargé du dessin du diplôme, a entrepris l'année dernière en Russie un voyage : il a voulu faire seul et à pied la traversée de l'Oural. Il n'est pas revenu et sa famille est sans nouvelles de lui. Des recherches diplomatiques n'ont rien découvert. Faut-il présumer que M. Vaucanu a trouvé la mort dans cette excursion ? On veut encore en douter. Cette communication impressionne vivement l'assemblée, qui s'associe de tout cœur aux inquiétudes
et à la douleur de la famille de M. Vaucanu. »
En 1898, Henri d'Allemagne décide de se rendre à Samarcande pour enquêter sur la disparition de son ami. Son séjour permettra de connaître les circonstances de la mort d'Émile Vaucanu. À environ 275 kilomètres de Samarcande, il a atteint un territoire hors de la zone d’influence russe. Dans un village turcoman, il a été attaqué par un groupe d’hommes qui, le croyant riche, voulaient le détrousser. Il est mort assassiné par le chef du village, qui n'a trouvé sur lui que ses dessins et quelques objets sans valeur. La date précise de sa mort n'est pas connue, mais un de ses croquis étant daté du 7 mai 1894, elle ne peut être que postérieure à ce jour. En 1911, dans la préface de Du Khorassan au pays des Backhtiaris : trois mois de voyage en Perse, Henri d'Allemagne fait le récit de son voyage et explique qu'il est à l'origine de sa fascination pour l'Orient.
Après la mort d'Émile Vaucanu, son frère Gustave entreprend de rassembler ses œuvres, très dispersées, d'autant que l'artiste offrait facilement à ses amis les rares épreuves de ses eaux-fortes. Mais une grande partie des gravures qu'il a retrouvées est détruite par un incendie.

## Œuvres
- Manoir de la Salamandre, à Lisieux ; Église de Villers-Saint-Paul ; Reliquaire (abbaye de Saint-Évroult) ; Le Repos (étude) ; Casseur de pierres, gravures, Salon de 1887 (no 5293).
- Portrait de Mlle *** ; Reliquaire (abbaye de Saint-Évroult) ; Portrait de M. Chevreul, gravures, Salon de 1887 (no 5294).
- Portrait de M. A. Bosvieux ; Vue sur l'Eure, à Chartres ; Intérieur de Saint-Martin d’Étampes ; Église Saint-Pierre de Senlis ; Chiffonnière ; La Charité ; Le Travail ; Intérieur de ferme ; Coin d'atelier, gravures, Salon de 1888 (no 5502).
- Chartreuse de Pavie ; Maison romane à Cluny (Saône-et-Loire) ; Fragment de reliquaire roman, à Troyes, dans l'église Saint-André ; Crypte de Tournus (Saône-et-Loire) ; Armoire gothique, à Souvigny (Allier), gravures (eaux-fortes originales), Salon de 1889 (no 5793).
- Faucheur, gravure (eau-forte), Salon de 1889 (no 5794).
- Chevreul, eau-forte, Salon de 1890 (no 1399).
- M. J. Daviel, buste, plâtre, Salon de 1890 (no 4584).
- Femme normande morte, bas-relief, stéarine, Salon de 1890 (no 4585).
- Femme normande morte, bronze, Salon de 1891 (no 1369).
- Porte de ville à Moret, gravure, Salon de 1891 (no 1435).
- Manoir à Canapville ; La Tour des dames à Nuremberg ; Maison à Lisieux ; Turc lisant le Coran, gravures, Salon de 1891 (no 1436).
- En Normandie, bas-relief, bronze, Salon de 1892 (no 1584).
- Oriental, bas-relief, bronze, Salon de 1892 (no 1585).
- La Tour de Galathée et vues à Nuremberg, gravure, Salon de 1892 (no 1662).
- Sujets orientaux, bas-relief, bronze, Salon de 1893 (no 124).
- En Normandie, bas-relief, bronze, Salon de 1893 (no 125).
- Sujets orientaux et normands, bas-relief, plâtre, Salon de 1894 (no 3665).
- Une gravure, eau-forte originale, Salon de 1894 (no 4537).

## Collections publiques
- Musée des Beaux-Arts de Bernay : ensemble d'environ 200 estampes [voir en ligne sur Plateforme POP]
- Musée d'Art et d'Histoire de Lisieux
- Archives départementales de l'Eure

## Exposition
- Émile Vaucanu (1864-1894). Graveur-dessinateur d'ici et d'ailleurs, musée des Beaux-Arts de Bernay et musée d'Art et d'Histoire de Lisieux, 12 juin -20 septembre 2015